# Репище (Максатихинский район)
Репище — деревня в составе Малышевского сельского поселения Максатихинского района Тверской области России.

## Известные люди
В деревне родился советский государственный деятель В. И. Смирнов.